# Ottavio Torricelli

Thesium philosophicarum, 1616

Ottavio Torricelli, in latino Octavius Turricellius (... – XVII secolo), è stato un filosofo e gesuita italiano.

## Biografia
Patrizio reggiano, pubblicò nel 1616 a Brescia l'opera in latino Thesium philosophicarum, una disputatio filosofica divisa in tre libri, suddivisi a loro volta in sette capitoli di disquisizioni sulla Logica aristotelica, venti sulla Fisica e sette sulla Metafisica. Nell'opera, dedicata al vescovo di Reggio Emilia Claudio Rangoni, Torricelli raccolse – da convittore presso i gesuiti del Collegio dei Nobili a Parma  – le conclusioni del pensiero filosofico del proprio maestro, il padre gesuita Pier Antonio Ravizza, che nello stesso anno difese a Reggio Emilia quelle tesi.

## Opere
- (LA) Thesium philosophicarum libri tres ab Octauio Turricellio patritio regiensi, collegij nobilium conuictore, tutelaribus S. Catharinae virg. et mart. auspicijs, in academia Parmensi societ. Iesu ad disputandum propositi, Brescia, Paolo Bizardo, 1616.